# Richard Jordan Gatling
Dr. Richard Jordan Gatling (Hertford megye, Észak-Karolina, 1818. szeptember 12. – New York, 1903. február 26.) amerikai feltaláló, a Gatling-géppuska feltalálója, mely a harcászatban az első sikeres géppuska.

## Élete
Gatling 1818-ban az észak-karolinai Hertford megyében született egy farmer és feltaláló fiaként. Már fiatal korában megmutatkozott feltalálói tehetsége, amikor 1839-ben 21 éves korában megalkotott egy a gőzhajóknál használható hajócsavart, nem tudván, hogy azt előtte egy pár hónappal John Ericsson már szabadalmaztatta. 
Észak-Karolinában kereskedő volt, majd 36 éves korában a Missouri állambeli St. Louisba költözött, ahol búza- és rizsvetőgépek fejlesztésén dolgozott.
Himlőbetegsége után kezdett el érdeklődni az orvostudomány iránt, 1850-ben az Ohio Medical College-ban megkapta az orvosi diplomát, habár orvosi hivatását később soha nem gyakorolta.

## Találmányai
Az amerikai polgárháború kitörésekor Gatling az indianai Indianapolisban lakott, ahol a fegyverek fejlesztésének szentelte  magát. 1861-ben, a háború kezdetekor Dr. Richard Jordan Gatling feltalálta a róla elnevezett Gatling-géppuskát. Egy évvel később megalapította a Gatling Gun Companyt. A fegyvert már a polgárháború alatt sikerült kifejleszteni, de nem vett részt sok bevetésben, ebben Gatling politikai megítélése is közrejátszott. 1870-ben a szabadalmát a Colt Firearms gyárnak adta el. Gatling a gyára elnöke maradt 1897-ig, amikor az teljesen beleolvadt a Colt Firearms cégbe.
A Gatling-géppuska kézi hajtású volt. Emiatt, amikor megjelent a nála kétszer gyorsabb Maxim-géppuska, amely kézi meghajtás helyett gázelvezetéses rendszert használt újratöltés céljára, Gatling géppuskáját az amerikai hadsereg 1911-ben elavultnak ítélte. Több évtizeddel utána, a második világháború után a Gatling mechanikus rendszernek elektromos meghajtást fejlesztettek ki, így, a Gatling koncepció alapján jött létre például az M61 Vulcan gépágyú, melyet 1959-ben állítottak rendszerbe, máig valamennyi amerikai vadász- és támadó-repülőgép Gatling-rendszerű tűzfegyverekkel van felszerelve.
Számos kaliberben gyártanak Gatling-rendszerű fegyvereket ma is. Néhány ismertebb típus:
- 7,62x51 mm NATO - GAU-2, GAU-17 más néven M134 „Minigun”
- 12,7x99 mm NATO - GAU-19
- 12,7x108mm - Yak-B
- 20x102mm - M61 „Vulcan”, M197
- 25x137mm - GAU-12 „Equalizer”
- 30x165mm - GSh-6-30
- 30x173mm - GAU-8 „Avenger”

Életének későbbi szakaszában Gatling számos találmányt szabadalmazott: toalettet, kerékpárt, hajócsavart, gőzekét (gőzhajtású traktort), egy motoros ekét, és további találmányokat más területeken is. Rossz befektetései miatt azonban nem ért el anyagi sikert.

## Galéria

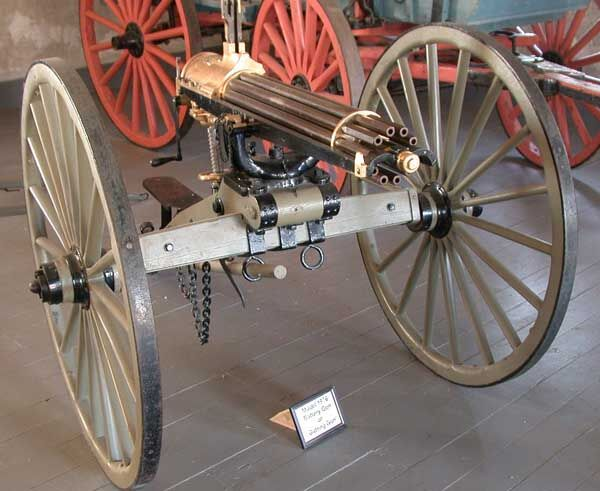
Gatling-géppuska
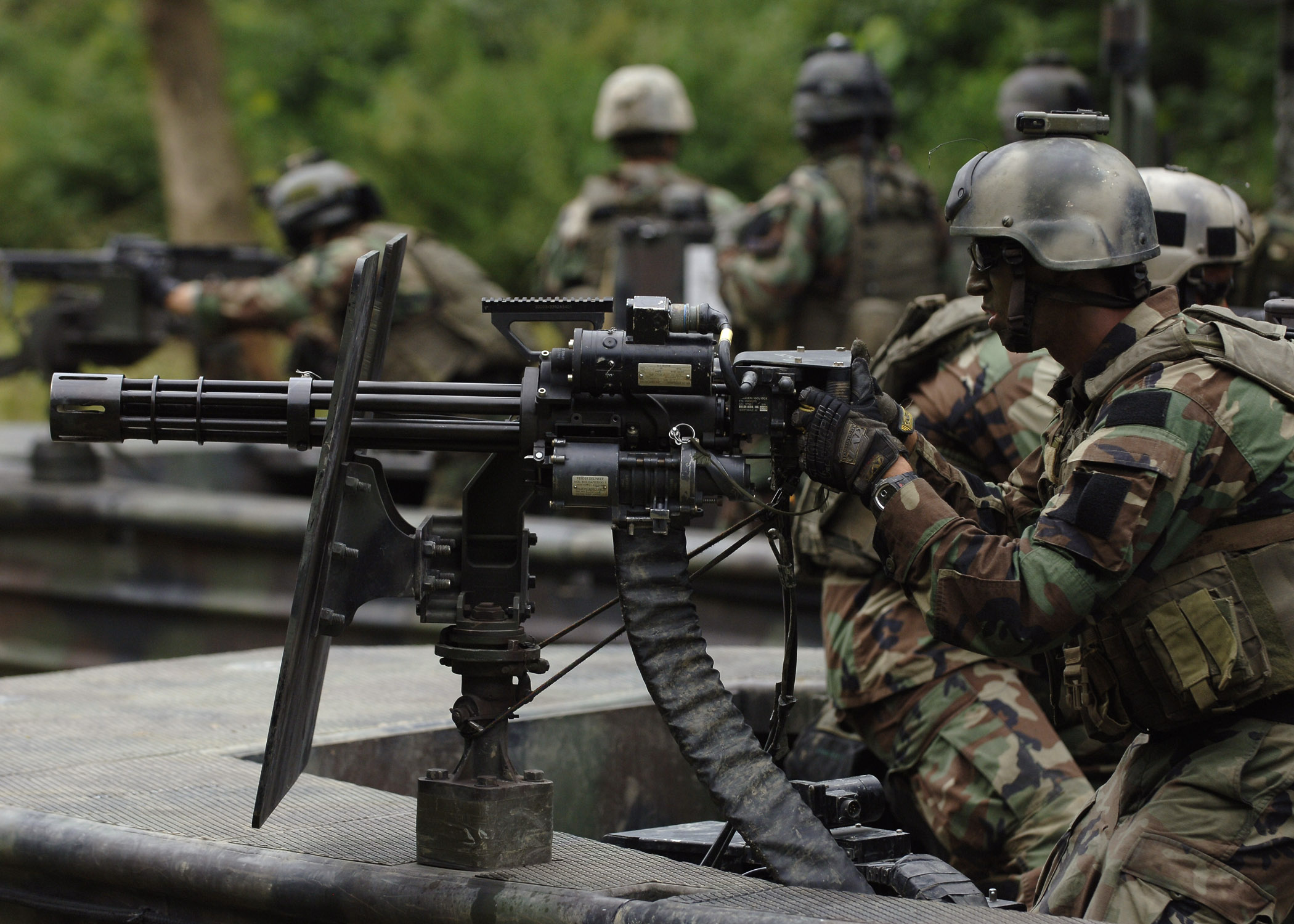
A GAU–17 elektromotoros működtetésű 7,62 mm-es géppuska, népszerűbb nevén a "Minigun" percenként 3000 lövedéket képes kilőni.